# LM-staden

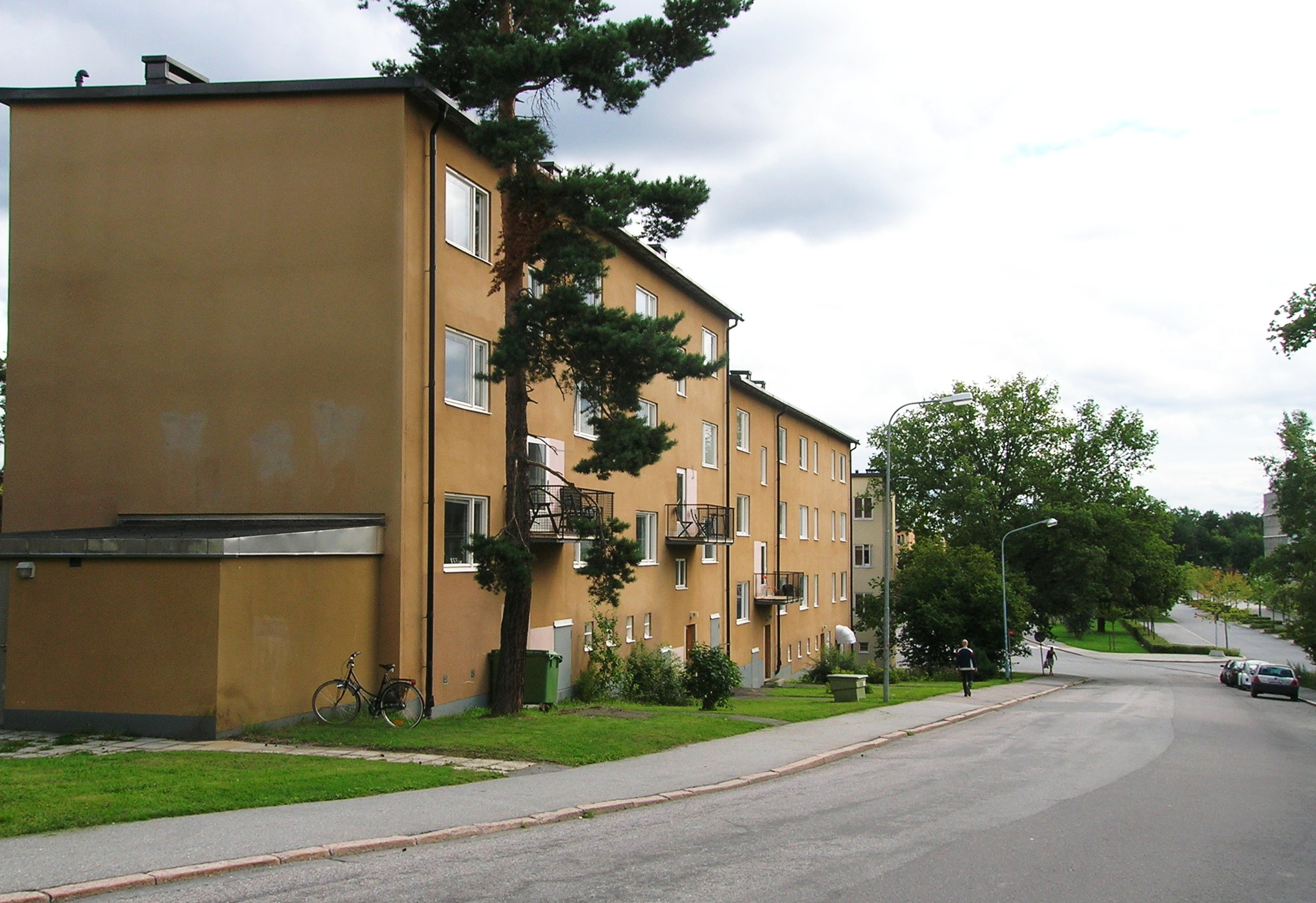
Smalhusen i kvarteret Vildapeln uppfördes under 1940-talet.

LM-staden är ett informellt område i stadsdelen Midsommarkransen i Söderort inom Stockholms kommun. Området är idag grönklassat av Stockholms stadsmuseum, vilket innebär att bebyggelsen är särskilt värdefull från historisk, kulturhistorisk, miljömässig eller konstnärlig synpunkt.
Bostadsbebyggelsen i området uppfördes i samband med att LM Ericsson flyttade från sina lokaler på Tulegatan till den nya anläggningen LM Ericssons fabrik, Telefonplan i slutet av 1930-talet. Storbyggmästaren Olle Engkvist uppförde här cirka 1000 lägenheter åren 1938–1940. Smalhusområdet, med husbredder på 8–10 meter, byggdes i högt tempo och utifrån hårt standardiserade principer. Detta var första gången Olle Engkvist fullt ut lyckades genomföra "seriebyggen" där husen byggdes tillverkades på "löpande band, men omvänt" enligt den rationelle byggmästaren.
Stadsplanen ritades av stadsplanedirektören Albert Lilienberg och planarkitekten Thure Bergentz. Arkitekter för detta moderna "brukssamhälle" var Hakon Ahlberg, Sven Backström och Leif Reinius. Efter att Abessinien i Hjorthagen fått kritik för sin rätlinjighet placerades de funktionalistiska "skokartongerna" i LM-staden något friare i terrängen. Närmast fabriken byggdes bostadsrätter i 53 hus, uppdelade på de två föreningarna Tellusborgshus och Tele. Vid Enbacken uppförde Stockholmshem hyresfastigheter. Vid Telefonplan byggdes i 1940-talets slut hemgården Midsommargården. Till LM-staden räknas ibland också de självbyggda småhusen i Västberga (Hökmossen) söder om LM-området.